# Timm Peddie
Timm Peddie (nascido em 8 de abril de 1970) é um ex-ciclista de pista e de estrada profissional norte-americano. Peddie competiu no ciclismo nos Jogos Olímpicos de Verão de 1992, representando os Estados Unidos.